# Kamrat Dov
Kamrat Dov (Hebreiska: Ha'Kha'ver Dov) är en israelisk dokumentärfilm av Barak Heymann om den kontroversiella Dov Khenin, representant för det judisk-arabiska partiet Hadash. Filmen hade premiär i Israel den 6 juni 2019 och i Sverige den 17 april 2020.

## Om filmen
Filmen följer Dov Khenin som under 13 år har varit representant för det judisk-arabiska partiet Hadash under politiska sammanträden, protestmöten och samtal med meningsmotståndare. 